# Storblommig murreva
Storblommig murreva (Cymbalaria pallida) är en grobladsväxtart som först beskrevs av Michele Tenore, och fick sitt nu gällande namn av Richard von Wettstein. Storblommig murreva ingår i släktet murrevor, och familjen grobladsväxter. Inga underarter finns listade i Catalogue of Life.

## Bildgalleri

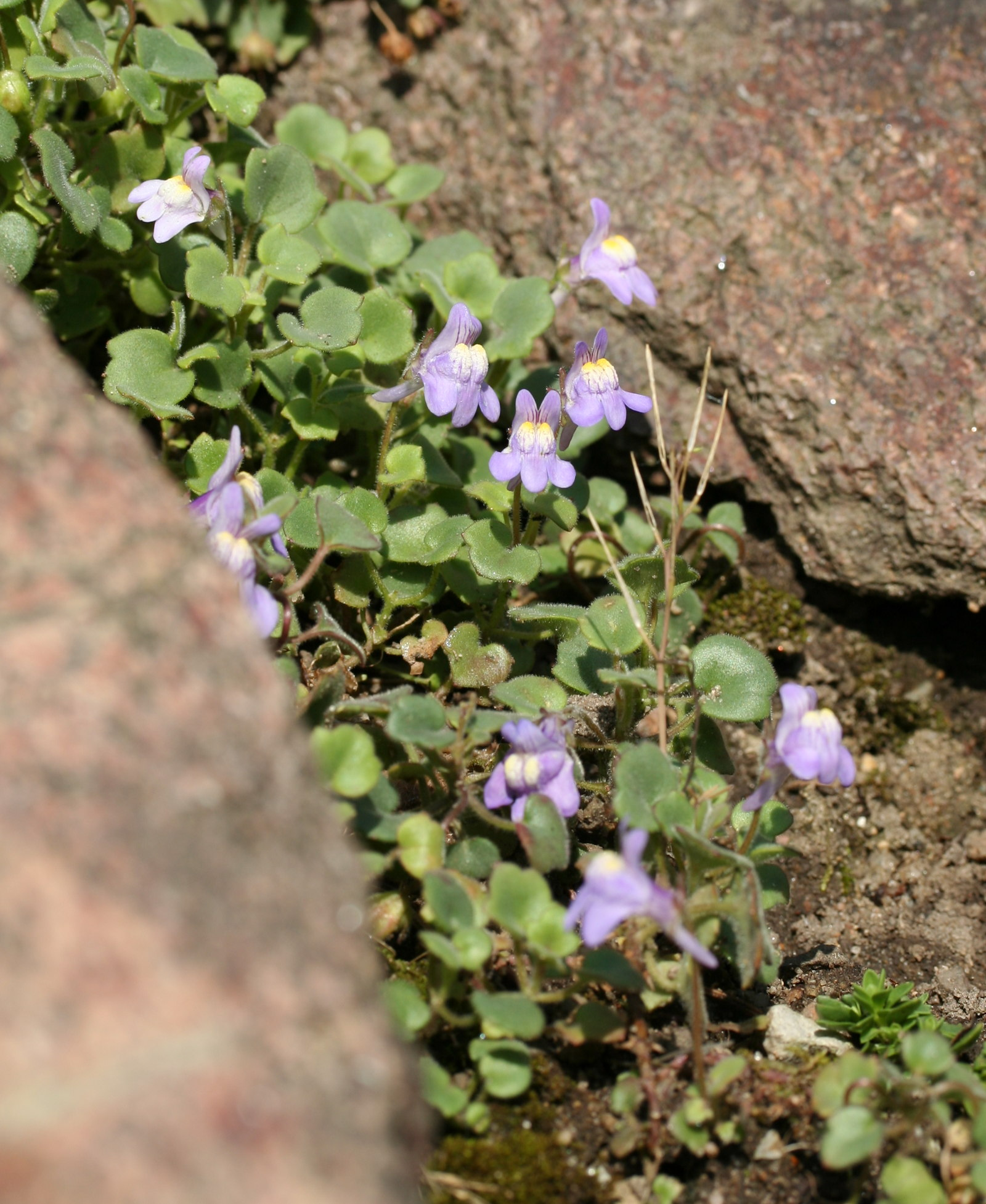